# Бланш Френска (1328 – 1393)
Бланш Френска (на френски: Blanche de France; * 1 април 1328, † 8 февруари 1393) е френска принцеса от династия Капетинги, посмъртна дъщеря на крал Шарл IV Красиви и Жана д’Еврьо, съпруга на Филип, първи херцог Орлеански.

## Живот
Бланш се ражда на 1 април 1328 година, два месеца след смъртта на своя баща, краля на Франция, Шарл IV Красиви. Тя е трета дъщеря от неговата трета жена Жана д’Еврьо. Съгласно салическия закон, дъщерята няма права на наследство на престола на баща си. Вследствие на това, крал става братовчедът на нейния баща – Филип VI Валоа. Същият е и регент за двата месеца, докато не се знае дали ще се роди момче или момиче. Ражда се Бланш.
На възраст шестнадесет години, на 8 януари 1345 година, Бланш се омъжва за своя братовчед Филип Валоа, син на Филип VI Валоа и Жана Бургундска, който е навършил едва 8 години. Непосредствено след това крал Филип VI определя за сина си владението на Херцогство Орлеан, и младият Филип става първия херцог Орлеански.
Съпрузите живеят в брак 31 години, до смъртта на Филип през 1375 година. Законни деца нямат, но Филип има извънбрачен син Луи.
Бланш умира през 1393 година във Венсен. Погребана е в абатството Сен-Дени.